# ビッグ・ブラザー (デヴィッド・ボウイの曲)
「ビッグ・ブラザー」 (Big Brother) は、イギリスのミュージシャンであるデヴィッド・ボウイが1974年に発表した楽曲で、アルバム『ダイアモンドの犬』に、次曲「永遠に周り続ける骸骨家族の歌」とのメドレー形式で収録された。

## 概要
1974年1月14日から15日にかけて録音され、『ダイアモンドの犬』セッションで最後に録音された曲の1つである。
歌詞の内容は、小説『1984年』のラストにて主人公のウィンストン・スミスの洗脳が完了し、彼がビッグ・ブラザーを心から愛するようになった場面を表している。伝記作家のデヴィッド・バックリーは「超神に向けた恐ろしい讃歌」と評し、同じく伝記作家のニコラス・ペッグは「独裁者が有する魅力と平凡さを表している」と述べた。
メロトロンで奏でられる冒頭のトランペット・ラインは、マイルス・デイヴィスが1960年に発表した『スケッチ・オブ・スペイン』からの影響を指摘されている。また、ボウイが1987年に発表した「シャイニング・スター」（『ネヴァー・レット・ミー・ダウン』に収録）の一部メロディは「ビッグ・ブラザー」と類似している。
「ビッグ・ブラザー」は1974年に北米で行われたダイアモンド・ドッグス・ツアーの1st・2ndレグで演奏された。その後のツアーでは演奏されなかったが、1987年のグラス・スパイダー・ツアーでは13年ぶりにセットリスト入りを果たした。

## パーソネル
伝記作家のクリス・オリアリーによる:
- デヴィッド・ボウイ – リードボーカル、12弦アコースティックギター、リズムギター、サクソフォーン、メロトロン、手拍子
- ウォーレン・ピース（英語版） - バッキングボーカル
- アラン・パーカー（英語版） - リードギター
- ハービー・フラワーズ（英語版） - ベースギター
- トニー・ニューマン（英語版） - ドラムス
- トニー・ヴィスコンティ - サウンドエフェクト

## その他収録作品
- デヴィッド・ボウイ・ライブ (1974年、ライヴ録音)
- サウンド+ヴィジョン（英語版）（1989年）
- グラス・スパイダー（英語版） (2007年、ライヴ録音)
- クラックド・アクター～ライヴ・ロサンゼルス'74（英語版） (2017年、ライヴ録音)